# Beteiligungs-Management-Gesellschaft Berlin
Die Beteiligungs-Management-Gesellschaft Berlin mbH war eine Nachfolgeorganisation der Treuhandanstalt. Nach Auflösung der Treuhandanstalt gingen deren Aufgaben zum 1. Januar 1995 z. T. auf die BMGB über. Die Beteiligungs-Management-Gesellschaft Berlin mbH (BMGB) übernahm rund 100 noch nicht sanierte und privatisierte Unternehmen (insbes. Bergbau, Kernenergie) sowie Minderheitsbeteiligungen der Treuhandanstalt zur weiteren Abwicklung.

## Geschichte
Der Bund hatte als alleiniger Gesellschafter die Geschäftsanteile der Treuhandanstalt an der BMGB übernommen (siehe § 2 Abs. 1 der Verordnung zur Übertragung von unternehmensbezogenen Aufgaben und Unternehmensbeteiligungen der Treuhandanstalt [Treuhandunternehmensübertragungsverordnung – TreuhUntÜV] vom 20. Dezember 1994 [BGBl. I S. 3910]). Der BMGB sind zum 31. Dezember 1994 die noch nicht privatisierten operativen Treuhandanstalt-Unternehmen bzw. die Unternehmensbeteiligungen und die Auslaufgesellschaften (§ 2 Abs. 2 TreuhUntÜV) und die damit im Zusammenhang stehenden unternehmensbezogenen Aufgaben übertragen worden. Sie nimmt auch die diesbezüglichen (von der
Treuhandanstalt auf das Bundesministerium der Finanzen übertragenen) unternehmensbezogenen
öffentlichen Aufgaben, insbesondere der Privatisierung und der Altlastensanierung wahr.
Die Beteiligungs-Management-Gesellschaft Berlin mbH (BMGB) wurde Anfang 2000 mit der Lausitzer und Mitteldeutschen Bergbau-Verwaltungsgesellschaft mbH (LMBV) verschmolzen. Diese ist zuständig für die Sanierung der stillgelegten ostdeutschen Braunkohletagebaue.

## Rechtsgrundlagen
- TreuhUntÜV (Zweite Verordnung zur Übertragung von unternehmensbezogenen Aufgaben nach dem Treuhandgesetz und von Unternehmensbeteiligungen der Bundesanstalt für vereinigungsbedingte Sonderaufgaben[4])